# Sultan Husayn II
Sultan Husayn II (? — 1753) fou un xa safàvida. En les lluites dels primers anys després de la mort de Nàdir-Xah Afxar, el 1753 fou proclamat per Ali Mardan Khan Bakhtiyari com a xa rival de Ismail III, que tenia el suport de Karim Khan Zand, però fou eliminat al mes de juny quan Ali Mardam, que era el seu tutor (wakil) fou assassinat.